# 海野けい子
海野 けい子（うんの けいこ、1967年11月9日 - ）は、日本の元女優。

## 来歴・人物
静岡県沼津市出身。妹が居る。静岡県立沼津北部高等学校（現・静岡県立沼津城北高等学校）卒業。1988年のミス・ワールド日本代表。1989年4月『あわれ彼女は娼婦』で舞台デビュー。1990年4月『大岡越前 第11部』でテレビドラマ初出演。
初期は海野 圭子の名で活動。映画や写真集などでヌードを披露した。現在は芸能界から引退。2014年から映像コンテンツ権利処理機構に連絡のとれない権利者として掲載されている。
身長164cm、B84cm、W60cm、H86cm（1990年当時）。

## 出演

### テレビドラマ
- 大岡越前 第11部（1990年4月-10月、TBS系） - お松役
- たそがれ色の微笑（1991年2月、フジテレビ系）
- 暴れん坊将軍IV 第27話「大奥の女」（1991年、テレビ朝日系） - 千佐役
- はぐれ刑事純情派（1991年、テレビ朝日系） - 田中真弓
- 平清盛（1992年、TBS系）
- 名奉行 遠山の金さん 第4シリーズ 第24話「百両の夢!殺しの美人くらべ」（1992年6月、テレビ朝日系） - お美代役
- さすらい刑事旅情編V 第9話（1992年10月-1993年3月、テレビ朝日系） - ゲスト
- わが町III（1993年10月、日本テレビ系 火曜サスペンス劇場）
- 大忠臣蔵（1994年、TBS）
- ニュー・三匹が斬る!（1994年1月-6月、テレビ朝日系）
- 適齢期（1994年4月-7月、TBS）
- 美人OL殺し 天城峠（1994年9月、テレビ朝日系 土曜ワイド劇場）
- 西村京太郎サスペンス・十津川警部シリーズ5（1994年8月、TBS系 月曜ドラマスペシャル）
- 大河ドラマ（NHK）
  - 八代将軍吉宗（1995年1月-12月） - お梅役
  - 元禄繚乱（1999年1月-12月） - 町子役
- わが町VII（1996年10月、日本テレビ系 火曜サスペンス劇場）
- おばさんデカ 桜乙女の事件帖5（1997年3月、フジテレビ系 金曜エンタテイメント）
- 新・赤かぶ検事奮戦記6（1998年10月、テレビ朝日系 土曜ワイド劇場） - 木下克子役
- 横井小楠（1998年11月、テレビ熊本）
- はみだし刑事情熱系 Season3（1998年） - 有馬千恵子 役
- 京都の芸者弁護士事件簿3（1999年9月、朝日放送=テレビ朝日系 土曜ワイド劇場）

### 映画
- 新極道の妻たち（1991年、中島貞夫監督） - 氏家葉子 役
- 江戸城大乱（1991年、舛田利雄監督）
- 寒椿（1992年、降旗康男監督） - 染弥（妙子）役
- 新極道の妻たち 惚れたら地獄（1994年、降旗康男監督） - 輪島美貴 役
- Focus（1996年、井坂聡監督） - 中山容子 役
- 女刑事RIKO 聖母の深き淵（1998年、井坂聡監督）
- 家族シネマ（1999年、パク・チョルス監督） - スクリプターの女 役
- 極道の妻たち 赤い殺意（1999年、関本郁夫監督） - 水原三矢子 役
- ブギーポップは笑わない Boogiepop and Others（2000年、金田龍監督） - 麻美粧子 役
- 借王７ -THE MOVIE 2000-（2000年、和泉聖治監督） - 吉村美由紀 役

### オリジナルビデオ
- 私をベッドにつれてって ゴーストに抱かれた花嫁（1992年） - 主演
- 白昼の処刑（1992年）

### 吹き替え
- ボディ・ダブル

### 舞台
- ボーイング・ボーイング（1995年、サンシャイン劇場ほか）

## 書籍
写真集
- マインド・コンシャス 海野圭子写真集（1992年4月、大陸書房）

イメージビデオ
- 海野圭子 イノセント（1992年5月、大陸書房）